# Pteronymia brunnea
Pteronymia brunnea är en fjärilsart som beskrevs av Richard Haensch 1909. Pteronymia brunnea ingår i släktet Pteronymia och familjen praktfjärilar. Inga underarter finns listade.